# Катаяма Токума
Катаяма Токума (яп. 片山 東熊, 18 січня 1854 — 24 жовтня 1917) — японський архітектор. Один із перших архітекторів Японії, які почали працювати в європейському стилі. У його роботах дуже відчутний французький вплив (французький ренесанс).
Закінчив Імператорський технічний коледж у 1879. Працював разом із британським архітектором Джосайєю Кондером.
В основному відомий як архітектор музеїв і палаців. З 1887 мав статус офіційного архітектора Управління Імператорського двору Японії.

## Роботи
- 1894 — Національний музей Нари
- 1895 — Кіотський національний музей
- 1907 — резиденція Дзінпукаку, Тотторі
- 1909 — Палац Акасака, Токіо

## Галерея

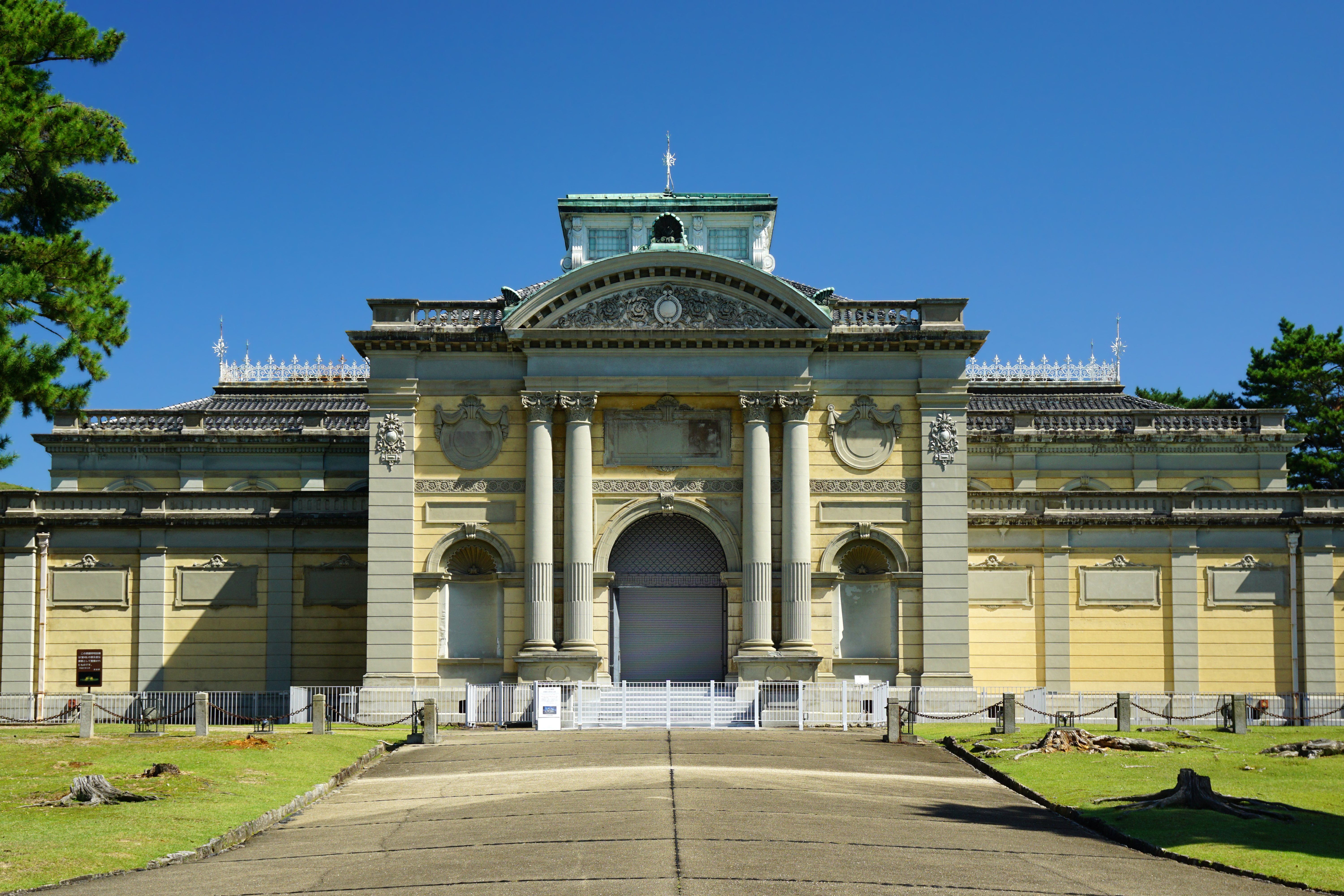
Національний музей Нарі
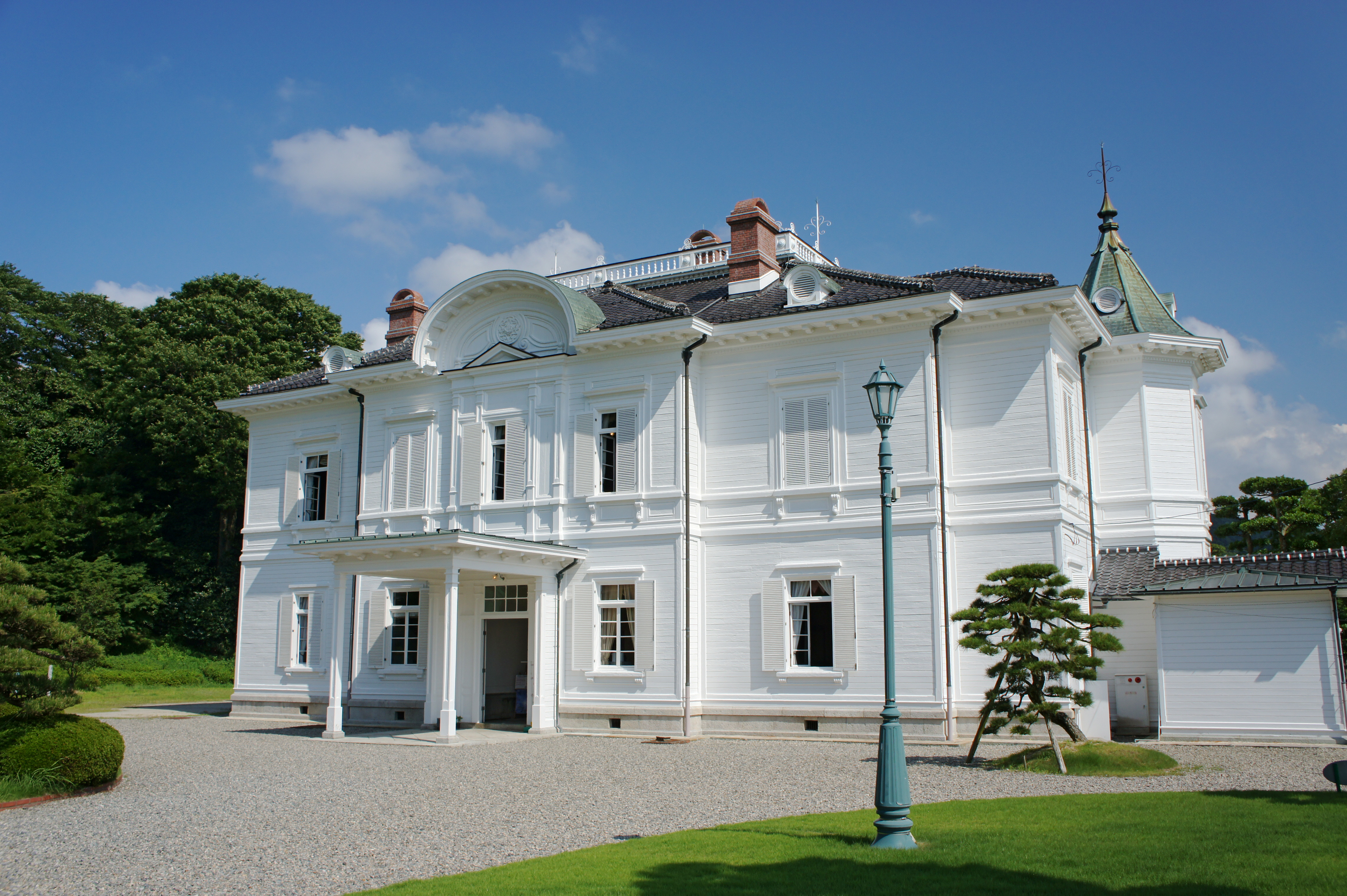
Резіденція Дзіпукаку
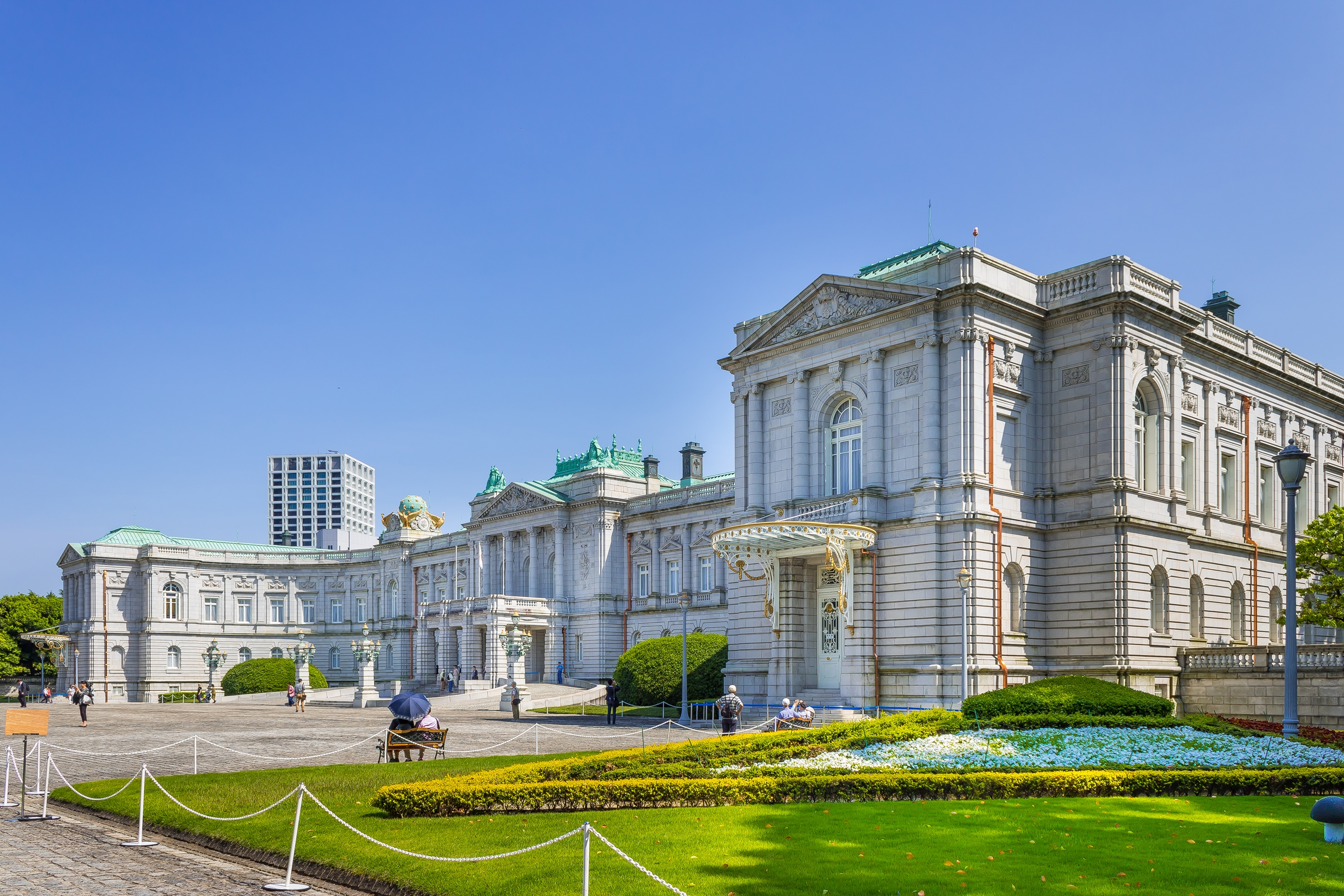
Палац Акасака